# Dactylactis
Dactylactis is een geslacht van neteldieren uit de klasse van de Anthozoa (bloemdieren).

## Soorten
- Dactylactis armata Van Beneden, 1897
- Dactylactis benedeni Gravier, 1904
- Dactylactis digitata Van Beneden, 1897
- Dactylactis malayensis McMurrich, 1910
- Dactylactis marri Leloup, 1964
- Dactylactis viridis Verrill, 1898